# Anna Bonaiuto
Anna Bonaiuto, född 28 januari 1950 i Latisana, Friuli-Venezia Giulia, är en italiensk skådespelerska.

## Utmärkelser
Bonaiuto har bland annat vunnit David di Donatello för bästa kvinnliga skådespelare för L'amore molesto 1995.

## Roller i urval
- 1989 – Förlovningsdagen
- 1990 – The King's Whore
- 1992 – Morte di un matematico napoletano
- 1994 – Il postino – postiljonen
- 1995 – L'amore molesto
- 2006 – Kajmanen - B-filmarens revansch
- 2007 – Flickan vid sjön
- 2008 – Mario Riccis död
- 2010 – Noi credevamo
- 2017 – Napoli velata